# Valle de la Puebla

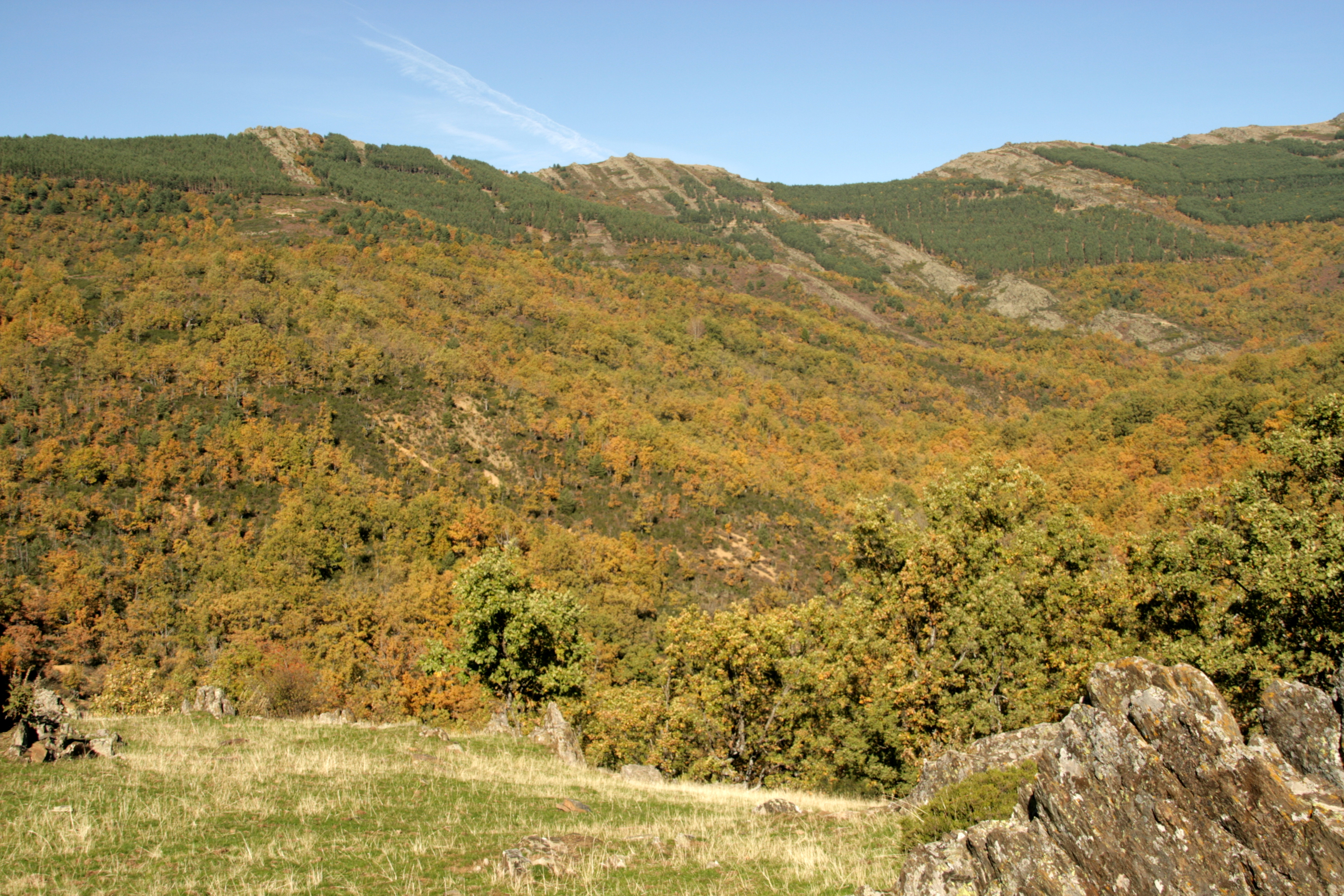
Bosques del Valle de la Puebla en otoño.

El valle de la Puebla es un valle de la Sierra del Rincón, situado en el noreste de la Comunidad de Madrid (España). Debido a su enorme diversidad de fauna y flora autóctona, así como el desarrollo humano sostenible en la zona hicieron que el valle fuese declarado Reserva de la Biosfera por la Unesco en 2005 junto con otros municipios limítrofes.

## Toponimia
Por el valle discurre un arroyo (el arroyo o río de la Puebla). Su nombre es debido al del municipio que atraviesa: Puebla de la Sierra.

## Geografía
Limita al sur con el embalse de El Atazar, donde desemboca el río de la Puebla. A partir de ahí la cota baja hasta los 700 metros, aunque hay montañas que superan los 1000 metros de altitud. Al este hay un sistema montañoso que supera los 1800 metros de altitud en la Peña de la Cabra (el segundo pico más alto de la zona), siendo la altitud media de unos 1600 metros. Al norte se cierra el valle con montañas de más de 1600 metros que son atravesadas por el puerto de Prádena a la Puebla. Al este linda con la provincia de Guadalajara, y la máxima altura aquí son 1865 metros, siendo la montaña más alta de toda la zona en la Sierra del Lobosillo. Detrás de ella se pueden encontrar aldeas de Guadalajara como La Vihuela o La Vereda.
El valle está comunicado por la carretera entre Robledillo de la Sierra y Puebla de la Sierra, con barrancos que superan los 150 metros de desnivel, subiendo a cotas superiores a los 1200 metros.
También lo atraviesa la carretera de Prádena del Rincón a Puebla de la Sierra, recorrido más largo proveniente de Madrid, aunque menos accidentado que la otra vía, más usada para actividades de senderismo.
El valle se desarrolla desde los 1600 metros del norte, entre las montañas citadas antes, hasta los 650 metros del sur, encontrándose a media altitud Puebla de la Sierra y el río de la Puebla.

## Flora

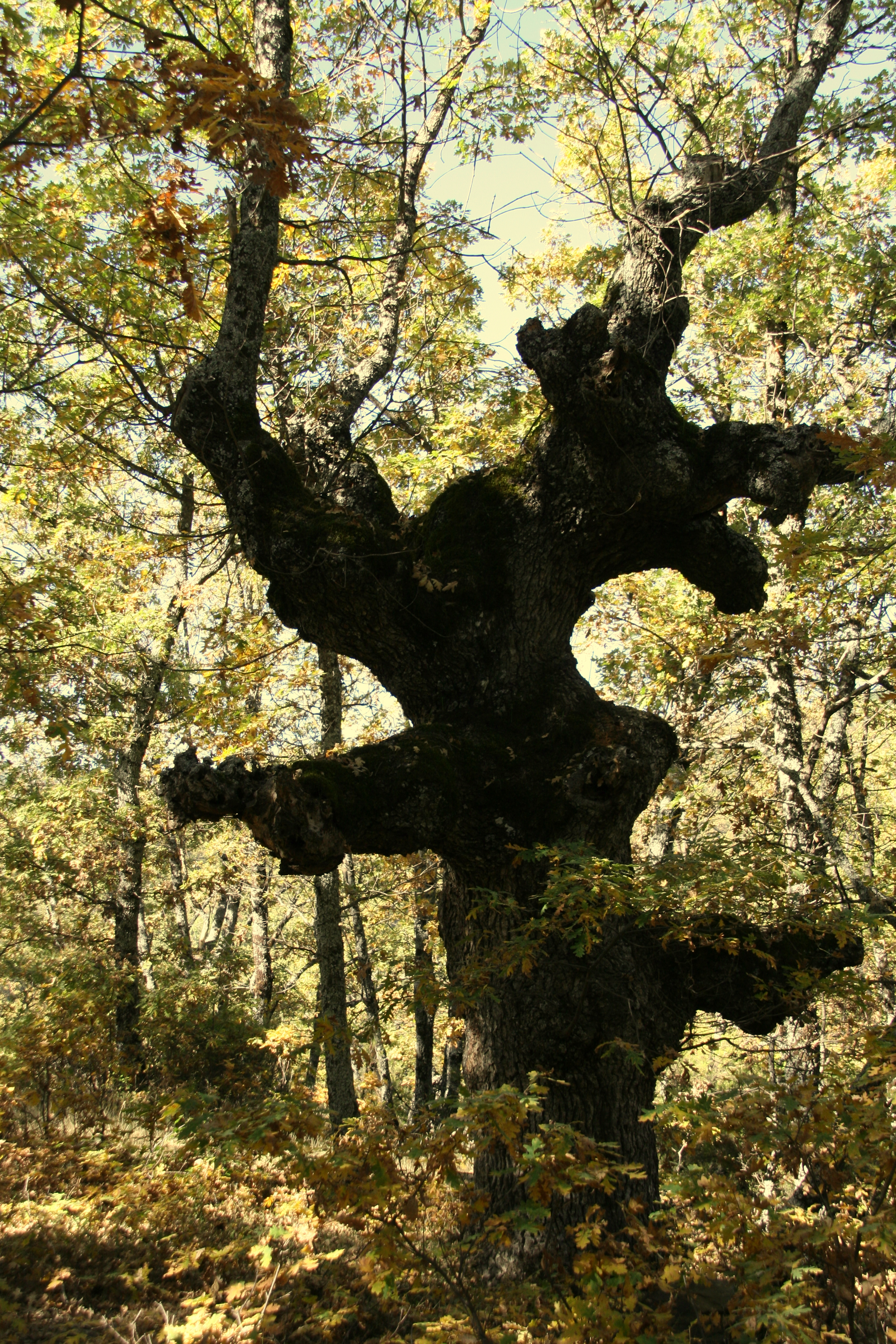
Antiguo roble en la Senda de los Robles Centenarios, en octubre de 2016.

La vegetación es abundante, desde pinos de reforestación, hasta algún pequeño hayedo.
- Predominan los matorrales suberiales.
- Melojares.
- Rebollares.
- Pinares de pino silvestre.
- Quejigares.
- Además de otras muchas especies.

## Fauna
En las zonas de ribera los anfibios e insectos abundan por doquier y con ellos pequeñas aves como el mirlo acuático, el ruiseñor y el martín pescador. 
En media montaña entre robles y pinos habitan abundantes aves tales como el pinzón, el carbonero, el herrerillo, el reyezuelo trepador, el picapinos y el arrendajo. También mamíferos como el corzo, el jabalí y el zorro. La media montaña también es propicia para los animales nocturnos como el gato montés, el tejón y la garduña y aves como el cárabo, el autillo y el búho real.
En las partes altas la chova, el cuervo, la collalba, el acentor y el roquero, así como el buitre leonado y el águila real en las zonas más rocosas.